# Гауссовский шум
Га́уссовский шум — статистический шум, имеющий плотность вероятности, равную плотности вероятности нормального распределения, также известного как гауссовское. Другими словами, значения, которые может принимать такой шум, имеют гауссовское распределение. Назван в честь Карла Гаусса.
Плотность вероятности {\displaystyle p} гауссовской случайной величины {\displaystyle z} равна
{\displaystyle p_{G}(z)={\frac {1}{\sigma {\sqrt {2\pi }}}}e^{-{\frac {(z-\mu )^{2}}{2\sigma ^{2}}}}}
где {\displaystyle z} отображает серый уровень, {\displaystyle \mu } — среднее значение и {\displaystyle \sigma } — стандартное отклонение.
Частным случаем является белый гауссовский шум, тогда значения в любой момент времени являются независимыми и одинаково распредёленными случайными величинами (а значит, вместе они не коррелируют). При тестировании и моделировании каналов связи, гауссовский шум используется как аддитивный белый шум, чтобы генерировать аддитивный белый гауссовский шум.
В телекоммуникациях на каналы связи может влиять широкополосный гауссовский шум, исходящий из разных естественных источников, таких как тепловые колебания атомов в проводниках (тепловой шум или шум Джонсона — Найквиста), дробовой шум, излучение чёрного тела от Земли или других тёплых объектов, и из таких небесных источников как Солнце.

### Гауссовский шум и цифровые изображения
Основные источники гауссовского шума в цифровых изображениях появляются при получении сенсорного шума, вызванного плохим освещением и/или высокой температурой. При обработке цифровых изображений гауссовский шум может быть снижен с помощью фильтра, хотя при размывании изображения может получиться нежелательный результат — туманные границы и детали изображения, которые также соответствуют блокированным высоким частотам. Для снижения шума используют такие техники фильтрации, как шумопонижение, конволюция, медианный фильтр